# 上村一夫
上村 一夫（かみむら かずお、1940年〈昭和15年〉3月7日 - 1986年〈昭和61年〉1月11日）は、日本の漫画家・イラストレーター・エッセイスト。
大正の浮世絵師と呼ばれた竹久夢二を連想させる女性像と独特の劇画タッチの画風を確立し、その作風から「昭和の絵師」とも呼ばれた。『ヤングコミック』、『週刊プレイボーイ』、『漫画アクション』、『ビッグコミック』等の雑誌を舞台に多くの連載を手がけ、最盛期には月産400枚という驚異的な執筆量をこなした。『修羅雪姫』、『同棲時代』、『しなの川』、『悪魔のようなあいつ』、『サチコの幸』など、映像化された作品も多い。

## 来歴
神奈川県横須賀市に生まれる。1964年、武蔵野美術大学デザイン科を卒業。大学4年生の時に半年間アルバイトで勤務していた広告代理店・宣弘社のイラストレーターとして広告制作に携わる。宣弘社にてテレビの絵コンテを描いていた上村の隣のデスクに座っていたのが生涯の友人である阿久悠である。
1967年、アメリカの雑誌『PLAYBOY』風のパロディ漫画『カワイコ小百合ちゃんの堕落』を『月刊タウン』創刊号に発表。これが漫画家としてのデビューとなる。1968年には、放送作家としても活動していた阿久と組み、『平凡パンチ』にて『パラダ』の連載を開始。本格的な漫画家活動に入る。
1985年11月、下咽頭腫瘍で入院。1986年1月11日、死去。45歳没。
2013年4月、神楽坂artdish にて上村一夫原画展「花の輪廻」開催。トークイベント 『科学の子とエロスの子〜愛娘トークナイト〜神楽坂の夜は更けて』が行われた。科学の子とは手塚治虫の長女の手塚るみ子、エロスの子は上村の長女、上村汀である。
2014年6月〜7月、京都嵯峨芸術大学にて『漫画家 上村一夫の世界 〜昭和の絵師と呼ばれた男〜』展開催。
2016年1月〜3月、弥生美術館にて『わが青春の「同棲時代」上村一夫×美女解体新書展』開催。
2017年1月、アングレーム国際漫画祭にて「離婚倶楽部」が遺産賞を受賞。
2017年8月、日本テレビ系「24時間テレビ40「愛は地球を救う」ドラマスペシャル、 時代をつくった男 阿久悠物語」内にてその人生の一部も紹介された。
2024年2月、少年画報社の本社ビルの建て替えにあたって上村一夫の原画が発見され、50年以上を経て上村の関係者に返還された。

## 人物・エピソード
宣弘社時代の同僚であった阿久悠は、上村を「生まれて初めて出会った天才」と評している。
阿久は宣弘社時代にCMの絵コンテなどを手がけていたが、上村のうまい絵を見てからは恥ずかしくなり絵が描けなくなったと述べている。
ギターが得意で、東京で5番目にうまいと自称していた。宣弘社時代には阿久が書いた詩に上村が曲をつけたこともあったという。
漫画家の岩明均は影響を受けた人物として上村を挙げている。アシスタント時代、上村から背景を依頼された際、『どんなタッチでも構わないので、岩明君が最良だと思う絵を描いてほしい』と告げられ、驚くと共に、アシスタントが描いた異なるタッチの背景でも上村が人物を書き入れた途端、上村の絵になることに驚愕したという。また、常に穏やかで温厚な人柄に加え、周囲の喧騒に流されず淡々と執筆に集中する上村の姿を見て、プロとしての漫画家の指針になったと語っている。

## 主な漫画作品
- 江戸浮世絵異聞・アモン（ヤングコミック連載 1968 - 1969年）
  - 『アモン』少年画報社、1970年 （1巻のみで中断）
- 男と女の部屋（漫画アクション連載、原作：阿久悠 1970年）
- 怨獄紅（ヤングコミック連載 1970-1971年）
  - 『怨獄紅』三崎書房、1971年
  - 『怨獄紅』双葉社、1973年
  - 『怨獄紅 完全版 上・下』東京漫画社、2006年
- マリア（漫画アクション連載 1971 - 1972年）
- 修羅雪姫（週刊プレイボーイ連載、原作：小池一夫 1972 - 1973年）
- 同棲時代（漫画アクション連載 1972 - 1973年）
- 苦い旋律（ヤングコミック連載、原作：梶山季之  （1973/6/10 - 21回）少年画報社 1973年　）
- 雨靴物語（SMセレクト連載、（原作：梶山季之『青い旋律』『性科学XYZ』「ブーツと長靴」 ）東京三世社 1971年　） - ゴムマニアで長靴フェチの女子高生が、大好きなピカピカのロング長靴を履いて悦ぶ。劇画の掲載は男性風俗誌ながら、女性誌「女性セブン」に連載の原作を「女性視点」で官能的に美しく描く。
- しなの川（ヤングコミック連載、原作：岡崎英生 1973 - 1974年）
- 狂人関係（漫画アクション連載 1973 - 1974年）
- 夢師アリス（ヤングコミック連載、原作：岡崎英生 1974年）
- 離婚倶楽部（漫画アクション連載 1974 - 1975年）
- 凍鶴（ビッグコミック不定期連載 1974 - 1980年）
- 悪の華（漫画エロトピア連載、原作：岡崎英生 1975年）
- 悪魔のようなあいつ（ヤングレディ連載、原作：阿久悠 1975年）
- サチコの幸（漫画アクション連載 1975 - 1976年）
- 淫花伝（漫画エロトピア連載、原作：戸川昌子、脚色：岡崎英生 1976 - 1977年）
阿部定、高橋お伝、本牧お浜を題材とする。
- 螢子（週刊女性連載、原作：久世光彦 1976 - 1977年）
- 関東平野（ヤングコミック連載 1976 - 1978年）
- 昭和一代女（Apache連載、原作：梶原一騎 1977 - 1978年）
- おんな教師（ビッグコミック連載、原作：真樹日佐夫 1980 - 1982年）
- ゆーとぴあ（ビッグコミック連載、原作：真樹日佐夫 1982 - 1985年）
- 菊坂ホテル（小説王連載 1983 - 1984年）
- 一葉裏日誌（ビッグゴールド不定期 1984 - 1985年）

## 画集
- 『上村一夫 美女画集』 ジェネオンエンタテインメント、2004年
- 『上村一夫・画集「一枚絵」 （復刻原画イラスト集）』 小池書院、2008年
- 『ヤングコミック・レジェンド 上村一夫 表紙画大全集』 少年画報社、2015年
- 『上村一夫 美女解体新書』 国書刊行会、2015年

## エッセイ
- 『同棲時代と僕』 広論社、1973年

## 共著
- 福島泰樹歌・上村一夫画 『歌画集叢書1 花刺客』 言游社、1979年　（限定501部）

## 出演

### 映画
- 津軽じょんがら節（1973年、ATG、特別出演）[7]
- ジャックと豆の木（1974年、日本ヘラルド、アニメーション、グロスビー 役）[8]

### ドラマ
- 時間ですよ　昭和元年（1974年、ゲスト出演、やくざの親分 役）[9]
- 寺内貫太郎一家2（1975年、レギュラー出演、品川巻次郎 役）[9]

## レコード
- 『坊やお空をごらん/泣き虫おんな』(1972年 マキシムレコード 作曲・編曲 竜崎孝路。『坊やお空をごらん』の作詞不詳、『泣き虫おんな』の作詞 岡崎英生

## 評伝・関連作品
- 松島利行・上村一夫 『上村一夫の世界』 三笠書房、1973年
- 久世光彦 「朧絵師の死　上村一夫」『昭和幻燈館』 晶文社、1987年　（のち中公文庫、1992年）
- 阿久悠 「ちょっとお先に」「あとがき」『ちょっとお先に』 河出書房新社、1996年
- 山田裕二・増子真二 「上村一夫」『エロマンガ・マニアックス』 太田出版、1998年
- 久世光彦 「上村一夫ってほんとうにいたのだろうか」『私があなたに惚れたのは』 主婦の友社、2002年
- 阿久悠 「上村一夫」「無名のころ」「時代が来た」「われらの時代」『生きっぱなしの記』 日経ビジネス人文庫、2007年
- 阿久悠＋久世光彦 「昭和の絵師 上村一夫の世界（対談）」『久世光彦の世界 昭和の幻影』（川本三郎・齋藤愼爾編） 柏書房、2007年
- 久世光彦 「港が見える丘」『ベスト・オブ・マイ・ラスト・ソング』 文春文庫、2009年
- 『リリシズム 上村一夫の世界』 まんだらけ、2011年

## アシスタント
- やまもとあき[10]
- 谷口ジロー[11][10]
- 新田たつお[10]
- 葉原アキ[10]
- 福山庸治[10]
- 岩明均[12]

## 演じた俳優
- 田中圭 - 2017年放送の日本テレビ系「24時間テレビ40「愛は地球を救う」ドラマスペシャル、 時代をつくった男 阿久悠物語」（2017年8月26日、日本テレビ）